# 南京六部
南京六部とは、明朝の政治機構。
明は金陵応天府（zh）（現在の南京）に都をおいていたが、皇族の朱棣が靖難の変により皇位を奪い明成祖として即位し、自らの本拠地であった燕京を都に定め、北京と改称した。
ただし、金陵は依然として副都の地位を保ち、南京と改称され、吏、戸、礼、兵、刑、工からなる南京六部が置かれ、南直隷が管轄した。

## 省庁
- 吏：南京と南京の6つの支部の役人を評価し、ジンチャオを持っています。
- 戸：南京の世帯省。3つの県の食品や穀物収集。南直隷エリアの南直隷、浙江省、江西省、および湖広省の戸籍管理。
- 礼：南京儀式部門。特に主な儀式に南直隷孝陵の朱元璋墓廟。
- 兵：南京軍区。南京地域の防衛を担当し、宦官を守り、軍隊を監督。
- 刑：南京刑事省。南京地域の古い役人、現役役人、人民の司法事件を管理。
- 工：南京工業省。南京地域の技術業務を管理、塩管理。